# سفیر سیار
سفیر سیار (به انگلیسی: Ambassador-at-Large) یک وزیر یا دیپلمات بلندپایه است که اجازه نمایندگی کشورش را به شکل بین‌المللی در تمام جهان داراست. 
بر خلاف سفیر ثابت (به انگلیسی: ambassador-in-residence) که کارش معمولاً به یک کشور یا سفارت، محدود می‌شود، سفیر سیار می‌تواند در چند کشور همسایه، یا یک منطقه فعالیت کند یا دارای کرسی در سازمان‌های بین‌المللی مثل سازمان ملل یا اتحادیه اروپا باشد. 